# عتبة الألم (رواية)
عتبة الألم، هي رواية للكاتب والسينمائي الفلسطيني السوري حسن سامي يوسف، الذي اشتهرت أعماله من خلال مسلسلات عدة منها: "الانتظار" (2006)، "الغفران" (2011)، وبالطبع مسلسل "الندم" (2016) الذي نال نجاحاً كبيراً وهو مقتبسٌ عن هذه الرواية.
صدرت الرواية للمرة الأولى عن دار الفرات / بيروت عام 2016، ثم صدرت بطبعة مختلفة عن دار ورد للنشر والتوزيع / دمشق عام 2022.
الرواية أشبه بسيرة ذاتية لمؤلفها، يسرد من خلالها معاناته فلسطينياً خارج أرضه، ويوثق الحرب التي ضربت سوريا من قلب العاصمة دمشق، بطريقته الخاصة. ويبقى السؤال: كيف نرفع عتبة ألمنا إلى الحد الذي يقل فيه تأثرنا بكل ما يحدث حولنا.

## القصة
يبدأ الكاتب الرواية بمجموعة من الصور المتقطعة بين أحياء دمشق، يرسم الكاتب لوحه تصور من خلالها قسوة الحياة وطبيعتها، كما حرص الكاتب في الرواية على الكتابة باللهجة الدمشقية التي تسمع في المسلسلات السورية، بعدها يبدأ شرح وكتابة سيرته الذاتية _ الكاتب نفسه _ ، يشرح عن فلسطينيته وعلاقتها وتأثيرها على توجهه الدرامي، وعن حياته في سوريا، ويختار البدء بشرح قضية الإعلام بشكل عام، كيف يصنع الإعلام إنسان متطرف وعنصري وغبي بحسب وصفه.
ويسجل ذكرياته التي قضاها في دمشق، بينما عاش بالحقيقة في أكثر من مكان، وحرص على استخدام لغة سلسة وجميلة، وعرض الكثير من الأفكار المتنوعة التي تعتبر أفكار جدلية نوعا ما، التي قد لا تعجب البعض، وهم في المنطقة التي قد أصيبت بمرض التفرقة والاختلاف الدموي والعرقي، إضافة إلى الحروب والإقتتال الذي نشأ في الوقت الحالي.

تبدأ الأحداث في ريف دمشق السوري، حيث يكتب الراوي أحداث متقطعة من بعض القصص التي يعيشها أبناء الشعب الواحد.
“إنت فلسطيني شو دخلك” عبارة اختصرت كل “التيه الفلسطيني” في مخيمات الشتات، وكان “مخيم اليرموك” الشاهد على ذلك.

## الاستقبال النقدي
يسرد الكاتب مشهديات يُتبِعها بسيرة ذاتية، يعرض فيها أحداث حرب سوريا خلال فترة كتابة الرواية (2015). يتحدث حسن سامي يوسف عن طفولته ونشأته وسفره، ويركز بشق كبير من الرواية على "مخيم اليرموك" المكان الذي عاش فيه قبل أن يتحول إلى ساحة للمعارك. مسألة هويته الفلسطينية، والتي تجنب ذكرها بأي من أعماله الدرامية، كان لها حيزاً في الرواية حيث عبّر عنها بالقول أنّه وبالرغم من أنّ سوريا هي بمثابة بلده الأم إلا إنه كان ولازال يعد نفسه مجرد "لاجئ" لا دخل له بالأحداث "السورية" التي تجري من حوله. كما يذكر علاقاته العاطفية والتي كان لها تأثير كبير على شخصيات أبطال مسلسلاته، ولعل أبرزهم كانت هناء التي وصفها بأنّها "غصة العمر".
تتميز رواية "عتبة الألم"، بالسرد العفوي، حيث أنّها لا تتبع النمط الروائي المعتاد أو كتب السيرة الذاتية الكلاسيكية، بالإضافة إلى استخدامه للغة المحكية "العامية" بكثرة، مما جعل الرواية أشبه بجلسة صراحة مع الكاتب حسن سامي يوسف.
أما عن التشابه بين الرواية ومسلسل "الندم"، فإنّنا لن نرى الكثير من الرواية في المسلسل، مع أنّ معظم المشاهد مأخوذة كما هي من الرواية إلى حد يصعب على القارئ الذي شاهد العمل قبل قراءته للرواية، أن يفصل بين حسن سامي يوسف و"عروة"؛ البطل الذي جسّد دوره الممثل السوري محمود نصر. فحسن سامي يوسف، استبدل بطل الرواية ببطل آخر (عروة) يكتب سيناريو مسلسل بعنوان "الندم"، يسرد فيه قصة عائلته "عائلة الغول" وهي عائلة لا صلة لها بالرواية. ومع أنّ "هناء" كانت أحد أوجه الشبه بين الرواية والمسلسل، لكن هناك اختلاف في أسباب انتهاء العلاقة بينهما، وكأن الكاتب كان يجيب على سؤال طرحه على نفسه: ماذا لو؟.

## روابط خارجية
- عتبة الألم - موقع الفرات